# Kia KX Cross
La Kia KX Cross è un'autovettura prodotta dalla casa automobilistica coreana Kia Motors a partire dal 2017 e realizzata esclusivamente per il mercato cinese.

## Descrizione
La KX Cross viene prodotta dalla Dongfeng Yueda Kiae si posiziona all'interno dell listino Kia al di sotto del crossover Kia KX3. Il veicolo è un Crossover SUV a 5 porte, con disposizione del motore anteriore/trasversale e trazione anteriore. A spingere la KX Cross c'è un motore quattro cilindri a benzina aspirato da 1,4 litri della serie Kappa. La trasmissione è affidata a un manuale o un automatico a 6 velocità.
La vettura, che è stata presentata al salone di Shanghai 2017, è una variante crossover della Kia K2 venduta sul mercato cinese. Rispetto a quest'ultima la KX Cross è più larga di 30 mm e più lunga di 40 mm. La KX Cross viene anche prodotta e venduta in Russia nello stabilimento Hyundai di San Pietroburgo con il nome di Kia Rio X-Line.